# Роббинс, Брайан
Брайан Левин (англ. Brian Levine), более известный как Брайан Роббинс (англ. Brian Robbins; род. 22 ноября 1963, Бруклин, Нью-Йорк) — американский актёр, режиссёр, продюсер и сценарист; с осени 2018 года является действующим президентом подразделения ViacomCBS, компании Nickelodeon.

## Биография
Брайан Левин родился 22 ноября 1963 года в Бруклине (штат Нью-Йорк) в семье Флойда (р. 1932) и Рошелл Левиных. Когда Роббинсу было 16 лет, его семья переехала в Лос-Анджелес, где он окончил высшую школу Гранта в 1982 году. По национальности — еврей.

### Карьера
После окончания школы Роббинс решил пойти по стопам своего отца-актёра. Его актёрский дебют состоялся в телесериале «Охотник Джон» в роли Марка. После этого Брайан начал появляться в ряде телесериалов к качестве приглашённой роли; а также в качестве второстепенной в «Главном госпитале». Как актёр, он, пожалуй, более известен по роли Эрика Мардиана из ситкома «Староста класса» телеканала ABC.
В 1990-х годах он начал совместно с Майком Толлином производить телесериал «Всякая всячина» и его спин-оффы для телеканала Nickelodeon. Он также снял несколько спортивных фильмов, включая «Тренер Картер» и «Хардбол», участвовал в роли продюсера в телесериалах «Тайны Смолвиля» и «Холм одного дерева».
В 2012 году Роббинс создал «AwesomenessTV», YouTube-канал, ориентированный на подростков, который превратился в телесериал. DreamWorks Animation приобрела компанию в 2013 году, а в феврале 2017 года Брайан Роббинс ушёл с поста генерального директора AwesomenessTV, тем самым завершив свой пятилетний контракт с компанией.
7 июня 2017 года Брайан Роббинс стал президентом Paramount Players, подразделения Paramount Pictures. Роббинс в то время начал работу с каналами Nickelodeon, MTV, Comedy Central и BET для создания проектов.
Осенью 2018 года Роббинс стал новым президентом Nickelodeon, покинув пост президента Paramount Players. Он заменил Симу Заргами, которая проработала на канале большую часть своей карьеры с 1985 года. С момента своего найма Роббинс возродил собственный телесериал «Всякая всячина», также начал руководить различными рекламными акциями для франшизы «Губка Боб Квадратные Штаны». Недовольный тем, что Губка Боб «всегда оставался одним и тем же», Роббинс совместно с несколькими сотрудниками мультсериала придумали множество идей для спин-оффов и новых персонажей. Первый из них, который в июле 2019 года стал известен под названием «Лагерь «Коралл»: Детство Губки Боба», был объявлен в феврале 2019 года.

### Личная жизнь
До 2013 года Брайан Роббинс был женат на журналистке Лоре Кэткарт, с которой у него двое сыновей, Майлз и Джастин. После Роббинс женился на Трейси Джеймс, подруге своей бывшей жены, от которой имеет дочь Стеллу.

## Фильмография

### Актёр
- 1982 — Охотник Джон
- 1982 — Harper Valley PTA
- 1982 — У Арчи Банкера
- 1982 — Такси
- 1982 — Кегни и Лейси
- 1983 — Трое — это компания
- 1983 — Рыцарь дорог
- 1984 — Различные ходы
- 1984 — Ньюхарт
- 1985 — Чарльз в ответе
- 1985 — Проблемы роста
- 1986 — Гладиатор
- 1986 — Мистер Бельведер
- 1986—1991 — Староста класса
- 1987 — Kids Incorporated
- 1988 — Ужас подземелья
- 1989 — К.Г.П.О. 2
- 1990 — Лагерь Кукамонга
- 1992 — Полный дом
- 1997 — Кинан и Кел

### Режиссёр
- 1994 — Всякая всячина
- 1995 — Шоу
- 1996—1997 — Кинан и Кел
- 1997 — Отличный гамбургер
- 1999 — Студенческая команда
- 1999 — Лучшие
- 2000 — К бою готовы
- 2001 — Хардбол
- 2002 — Хищные птицы
- 2004 — Высший балл
- 2006 — Лохматый папа
- 2007 — Уловки Норбита
- 2008 — Знакомьтесь: Дэйв
- 2012 — Тысяча слов

### Продюсер
- 1994—2005 — Всякая всячина
- 1996—2000 — Кинан и Кел
- 1999—2001 — Кузен Скитер
- 2000—2001 — Шоу Аманды
- 2001 — Летние игры
- 2001—2011 — Тайны Смолвиля
- 2002—2006 — За что тебя люблю
- 2004—2012 — Холм одного дерева
- 2006 — Crumbs
- 2007 — Реальные кабаны
- 2009 — Так себе каникулы
- 2009 — Дайте Санни шанс
- 2010 — Реальные парни
- 2010 — Фред: Фильм
- 2011—2013 — Сверхвоины
- 2011 — Фред 2: Ночь живых с Фредом
- 2012 — Фред в лагере
- 2012 — Шоу Фреда
- 2013—2015 — AwesomenessTV
- 2013 — С кем переспать?!!
- 2015—2016 — Члены королевской семьи
- 2017 — Матрица времени

### Сценарист
- 1988 — Староста класса
- 1997—2005 — Всякая всячина
- 1998—1999 — Кузен Скитер
- 2002 — Большой толстый лжец